# Classe Bars
La classe Bars était une classe de sous-marins de la marine impériale russe ; ce fut la plus imposante, devançant légèrement la classe Morj. Les sous-marins furent conçus par Ivan Boubnov en 1912 sur la base de l’Akoula. Le Bars, premier né de la classe, sortit des chantiers navals de Saint-Pétersbourg le 20 juillet 1913.

## Construction
Les entreprises ayant pris part à la construction sont :
- Les chantiers navals de la Baltique de Saint-Pétersbourg qui construisirent les Bars, Gepard, Vepr, Volk, Ougor, Ersh et Forel ;
- La filiale des « chantiers de la Baltique » de Nikolaïev qui construisit les Gagara et Outka ;
- L’entreprise « Nobel & Lessner » de Reval qui construisit les Tigr, Lvitsa, Pantera, Leopard, Tour, Edinorog, Iaguar, Zmeïa, Kougar et Yaz ;
- Le « chantier naval » de Nikolaïev qui construisit les Bourevestnik, Orlan, Lebed et Pelikan.

## Sous-marins
L’État russe commanda 24 sous-marins, quatre ne seront jamais achevés : le Forel, Yaz, Lebed et Pelikan. Douze sont commandés par la flotte de la Baltique et six par l’escadrille de Sibérie qui intègre l’escadrille de la Baltique en mars 1915. Les sous-marins sont achevés entre 1915 et 1917 ; tous possédaient deux moteurs Diesel de différentes puissances et 2 moteurs électriques de 450 ch. L’armement se composait d’une mitrailleuse pour chaque sous-marin, de canons et torpilles. Pendant sa construction l’Erch fut transformé en mouilleur de mines. Le tableau ci-dessous présente les 20 bâtiments entrés en service actif :
| Nom          | Russe / Français     | Année | Moteurs Diesel / Vitesse surface | Torpilles / Mines | Nombre de canons / Calibre |
| Bars         | Барс / Once          | 1915  | 2x250 ch / 11,5 nd               | 4 + 2 + 8         |                            |
| Gepard       | Гепард / Guépard     | 1915  | 2x250 ch / 11,5 nd               | 4 + 2 + 8         |                            |
| Vepr         | Вепрь / Sanglier     | 1915  | 2x250 ch / 11,5 nd               | 4 + 2 + 8         | 2 / 57 mm                  |
| Volk         | Волк / Loup          | 1916  | 2x250 ch / 11,5 nd               | 4 + 2 + 8         | 2 / 57 mm                  |
| Tigr         | Тигр / Tigre         | 1916  | 2x250 ch / 11,5 nd               | 4 + 2 + 8         | 1 / 75 mm, 1 / 57 mm       |
| Lvitsa       | Львица / Lionne      | 1916  | 2x250 ch / 11,5 nd               | 4 + 2 + 8         |                            |
| Rys          | Рысь / Lynx          | 1916  | 2x250 ch / 11,5 nd               | 4 + 2 + 8         | 1 / 75 mm, 1 / 57 mm       |
| Pantera      | Пантера / Panthère   | 1916  | 2x250 ch / 11,5 nd               | 4 + 2 + 8         | 1 / 75 mm, 1 / 57 mm       |
| Leopard      | Леопард / Léopard    | 1916  | 2x250 ch / 11,5 nd               | 4 + 2 + 8         | 1 / 75 mm, 1 / 57 mm       |
| Tour         | Тур / Aurochs        | 1917  | 2x250 ch / 11,5 nd               | 4 + 2 + 8         |                            |
| Edinorog     | Единорог / Licorne   | 1917  | 2x250 ch / 11,5 nd               | 4 + 2 + 8         |                            |
| Iaguar       | Ягуар / Jaguar       | 1917  | 2x250 ch / 11,5 nd               | 4 + 2 + 8 + 4     |                            |
| Zmeïa        | Змея / Serpent       | 1917  | 2x1320 ch / 17 nd                | 4 + 2 + 8         | 1 / 57 mm                  |
| Kougar       | Кугуар / Cougar      | 1917  | 2x1320 ch / 17 nd                | 4 + 2 + 8         | 1 / 57 mm                  |
| Ougor        | Угорь / Anguille     | 1917  | 2x420 ch / 13 nd                 | 4 + 2 + 8         |                            |
| Yorch        | Ëрш / Grémille       | 1917  | 2x420 ch / 13 nd                 | 2 / 42            |                            |
| Gagara       | Гагара / Plongeon    | 1917  | 2x250 ch / 11,5 nd               | 4 + 2 + 8         | 2 / 76 mm, 1 / 37 mm       |
| Outka        | Утка / Canard        | 1917  | 2x250 ch / 11,5 nd               | 4 + 2 + 8         | 2 / 76 mm, 1 / 37 mm       |
| Bourevestnik | Буревестник / Pétrel | 1917  | 2x1320 ch / 11,5 nd              | 4 + 2 + 4         | 1 / 75 mm                  |
| Orlan        | Орлан / Pygargue     | 1917  | 2x1320 ch / 11,5 nd              | 4 + 2 + 4         |                            |

## Carrière et fin de vie
Le Bars disparait le 28 mai 1917 dans le golfe de Finlande, probablement près de Norrköping. Il effectuait une mission de reconnaissance le long des côtes suédoises au côté d’autres sous-marins. Les causes du naufrage sont incertaines, peut-être des mines, peut-être a-t-il été coulé par la flotte allemande. Certaines sources suggèrent qu’il ait été éperonné et coulé par erreur le 21 mai par un destroyer russe. Il a été trouvé plus tard en septembre 2009 par l’administration maritime suédoise dans la mer Baltique.
Les Gepard et Lvitsa disparaissent aussi en 1917 en mer Baltique. L’Edinorog sombre en 1918 lors de la croisière blanche de Helsinki à Kronstadt. Le Bourevestnik et l’Outka sont évacués avec l’escadre russe et finissent à Bizerte, en Tunisie, internés par la Marine française en 1920. Les Vepr, Ougor et Kougar sont retirés du service en 1922 ; les Volk, Zmeïa et Tigr en 1935. Le Rys sombre en 1935, il est renfloué la même année. Le Leopard et le Tour sont retirés du service en 1940, le Pantera en 1955.

## Sources et bibliographie
- Igor D Spassky et V P Semyonov, Submarines of the tsarist navy : a pictorial history, Annapolis, Md, Naval Institute Press, 1998, 94 p. (ISBN 978-1-557-50771-6)
- https://www.soumarsov.eu/Sous-marins/Avt17/bars/Bars.htm